# Alsodes montanus
Alsodes montanus – gatunek płaza bezogonowego z rodziny Alsodidae. Zamieszkuje tereny Ameryki Południowej – jest endemitem Chile. Jest narażony na wyginięcie.

## Występowanie
Występuje w Andach w środkowym Chile, przy granicy z Argentyną. Można go spotkać na wysokości powyżej 2000 m n.p.m. (IUCN podaje zakres wysokości 1300–2600 m n.p.m.). Preferuje strumienie górskie, przy których rośnie trawa lub zarośla; jest gatunkiem typowo wodnym – rzadko wychodzi z wody.